# Ahmarivier (Kelorivier)
Ahmarivier (Zweeds: Ahmajoki) is een rivier die stroomt in de Zweedse  gemeente Kiruna. De rivier verzorgt de afwatering van de Ahmameren. Ze stroomt naar het noorden door een vallei annex moeras en levert haar water in bij de Kelorivier. Ze is circa 7 kilometer.
Afwatering: Ahmarivier → Kelorivier → Muonio → Torne → Botnische Golf